# Mammutbäume
Die Mammutbäume (Sequoioideae) sind eine Unterfamilie der Pflanzenfamilie der Zypressengewächse (Cupressaceae). Diese Unterfamilie umfasst rezent nur drei monotypische Gattungen, das heißt, sie bestehen je aus einer lebenden Art. Fossil sind allerdings zahlreiche weitere Arten überliefert.

## Systematik
In der Unterfamilie Mammutbäume (Sequoioideae) gibt es rezent drei monotypische Gattungen, also je mit einer lebenden Art:
- Gattung Sequoiadendron
  - Riesenmammutbaum (Sequoiadendron giganteum)
- Gattung Sequoia
  - Sequoia affinis †
  - Sequoia chinensis †
  - Sequoia dakotensis †
  - Sequoia jeholensis †
  - Sequoia langsdorfii †
  - Sequoia magnifica †
  - Küstenmammutbaum (Sequoia sempervirens)
- Gattung Metasequoia
  - Metasequoia disticha †
  - Metasequoia foxii †
  - Urweltmammutbaum (Metasequoia glyptostroboides)
  - Metasequoia milleri †
  - Metasequoia occidentalis †

## Ökologie und Beschreibung der Arten
Die Riesenmammutbäume (Sequoiadendron giganteum) der Gattung Sequoiadendron sind Pyrophyten; ihre dicke, faserige Rinde schützt sie vor Waldbränden, die in den trockenen Wäldern an der Sierra Nevada in den westlichen USA häufig auftreten können.
Die meisten alten Bäume wie die im Sequoia-&-Kings-Canyon-Nationalpark zeigen deutliche Brandnarben, welche aber, wenn der Baum nicht zu stark geschädigt ist, wieder verheilen. Die Zapfen der Riesenmammutbäume öffnen sich erst nach einem Waldbrand. Nachdem viele der anderen konkurrierenden Pflanzen verbrannt sind, können die Samen ungestört in der nährstoffreichen Ascheschicht keimen. Die Riesenmammutbäume können sehr alt werden und wachsen enorm in die Breite. Die amerikanischen Formen sind Flach-, die asiatischen Tiefwurzler.
Der zurzeit nach dem Rauminhalt seines Stammes größte Riesenmammutbaum, der General Sherman Tree im Sequoia-Nationalpark, ist knapp 84 Meter hoch und hat in Brusthöhe einen Durchmesser von etwa 8,25 Meter, am Boden rund 9,95 Meter, was einem Grundumfang von über 31 Metern entspricht. Den breitesten Stamm soll der General Grant Tree haben, bei ovaler Grundfläche mit einem maximalen Durchmesser von knapp 13 Metern. Die ältesten dieser Bäume sollen über 3000 Jahre alt sein. Allein das Stammvolumen der größten lebenden Bäume beträgt nahezu 1500 m³, womit sie die größten Pflanzen der Erde sind; ihr Gewicht soll bei über 2400 Tonnen liegen. Zum Vergleich: Ein Airbus A380, das größte zivile Passagierflugzeug, hat knapp 600 t Startgewicht; ein Blauwal wiegt etwa 140 t; ein kleiner PKW etwa 1 t.
Seit Mitte des 19. Jahrhunderts werden diese Bäume in Mitteleuropa auch als (seltene) Parkbäume angepflanzt, zumeist in weiträumig angelegten englischen Landschaftsgärten.
Der Küsten-Mammutbaum der Gattung Sequoia bildet einen viel schlankeren Stamm aus als der Riesen-Mammutbaum und wird auch nicht so alt. Er ist spezialisiert auf die regenreichen bis nebelfeuchten pazifischen Küstenstreifen von Nordkalifornien über Oregon bis nach Washington/State im Norden. Viele Exemplare des Küsten-Mammutbaums sind über 100 m hoch.
Die englische Bezeichnung „Californian Redwood“ für den Küstenmammutbaum ist denkbar unglücklich und die Quelle einer Unzahl von weitverbreiteten Irrtümern über Mammutbäume, denn diese Bezeichnung passt sowohl zum Riesenmammutbaum als auch zum Küstenmammutbaum: Beide wachsen in Kalifornien und beide haben rötliches Holz.
Im Gegensatz zu den Küstenmammutbäumen (Gattung Sequoia) sind Riesenmammutbäume (Gattung Sequoiadendron) bestimmter Provenienzen und die Urweltmammutbäume der Gattung Metasequoia generell unter mitteleuropäischen Verhältnissen als frostverträglich anzusehen. Die beiden letztgenannten Arten gehören daher seit Jahren zum regulären Baumschulsortiment.

## Bedrohung
Bisher galt die Unterfamilie als extrem widerstandsfähig, da sie vor der Dürreperiode 2012–2016 gemäß 100 Jahre zurückreichenden Aufzeichnungen weder von normalen Waldbränden noch von Insekten bedroht war. Seither ist jedoch ein kleiner Anteil der Bäume im Sequoia-Nationalpark und Kings-Canyon-Nationalpark durch eine nur 3–4 mm lange Borkenkäferart (Phloeosinus punctatus) vernichtet worden, was auf den Klimawandel zurückgeführt wird. Daher werden nun Krisenpläne in Kraft gesetzt, die eigentlich erst für die 2050er Jahre vorgesehen waren.